# Château de la Motte (Côte-d'Or)
Pour les articles homonymes, voir Château de la Motte.
Le château de la Motte est un  château moderne situé à Quetigny (Côte-d'Or) en Bourgogne-Franche-Comté .

## Localisation
Le château est situé en agglomération à 900 m à l'ouest de l'église.

## Historique
En 1275, Hugues de Quetigny inféode ce qu'il possède à l'abbaye de Saint-Étienne. En 1280, sa fille Huguette renonce à la succession au profit de son frère André moyennant une rente. En 1309, l'abbaye achète à son fils Jean plusieurs pièces de terres. En 1469, à Quetigny, il n'y a rien, ni foire, ni marché ni forteresse. En 1686, le château de Quetigny est un bâtiment carré avec deux tours en façade à l'est. En 1718, il a été rebâti et il n’en reste qu'un bâtiment rectangulaire sous toit à croupe, entouré d'un large fossé qui englobe les jardins et les vergers. Ce château qui apparaît encore au cadastre de 1811 est rebâti au XIXe siècle[réf. souhaitée].

## Architecture
Le château de la Motte est constitué d'un corps principal à deux niveaux couvert de tuiles vernissées polychromes flanqué de deux avant-corps. Les combles sont éclairés par trois lucarnes. Un jardin à la française a été dernièrement aménagé.